# Borowo (powiat kościański)
Borowo – wieś w Polsce położona w województwie wielkopolskim, w powiecie kościańskim, w gminie Czempiń. We wsi znajduje się dwór z początku XX wieku.

## Historia
Miejscowość pierwotnie była związana z Wielkopolską. Istnieje co najmniej od początku XIV wieku i ma średniowieczną metrykę. Po raz pierwszy w źródłach historycznych odnotowana została w łacińskim dokumencie z 1308 (wg zachowanego zapisu z 1784) jako "Borowo", w 1387 "Borowo" oraz w 1398 jako "Magna Borowo".
Początkowo była własnością szlachecką, należącą do wielkopolskiej szlachty z rodu Borowskich, którzy od nazwy wsi przyjęli odmiejscowe nazwisko, a później także do Świdwów Szamotulskich herbu Nałęcz, Gryżyńskich, Bnińskich, Górków herbu Łodzia. W 1445 leżała w powiecie kościańskim województwa poznańskiego z tymczasową siedzibą w Śremie w Koronie Królestwa Polskiego. W 1510 leżała w parafii Czempiń.
Pierwszy zapis związany z miejscowością pochodzi ze źródeł kościelnych. W 1308 biskup poznański Andrzej Zaremba nadał dziesięciny z Iłówca oraz Borowa jako uposażenie altarii św. Mikołaja i św. Szczepana w katedrze poznańskiej. W 1403 biskup poznański Wojciech Jastrzębiec przekazał tę fundację wikariuszom katedry poznańskiej.
Informacje o mieszkańcach wsi zachowały się także w zapisach sądowych. W latach 1387-1412 właścicielami we wsi był, asesor sądu w Kościanie oraz wicewojewoda kościański w latach 1401-1405, Piotr (zwany też Piotrkiem lub Pietraszem) Borowski z Borowa. Odnotowano go kilkukrotnie w zapisach procesowych. W 1398 został on pozywany przez Żydówkę Czachanę i jej syna Jordana o długi w wysokości 10 i 14 grzywien. W 1398 toczył sprawę sądową ze Świętomirem zwanym Kornoesz o rękojemstwo. Z wyroku sądu on oraz Jan Górecki mieli zapłacić Mikołajowi Zgirzy 10 grzywien rękojmi za wiano jego żony oraz dwie grzywny z czynszu od kmieci borowskich. W 1399 Piotr, jego brat Przybigniew Borowski oraz Jan Górecki dowodzili przy pomocy świadków, że Mikiłaj Zgirza i jego ojciec Jan nie ponieśli szkody z powodu umowy o rękojemstwo. W 1400 Piotr toczył proces z braćmi Andrzejem i Mikołajem, dziedzicami z Ptaszkowa, a w latach 1402-1404 pozywany został przez Markela, Żyda z Poznania o długi.
W latach 1391-1408 właścicielem we wsi był też, brat Piotra, Przybigniew Borowski z Borowa. W latach 1393-1394 pozywany przez Markela, Żyda poznańskiego o długi. W latach 1398-1399 Przybigniew oraz Jan Górecki oskarżeni zostali przez Mikołaja Zgirzę o szkody. W 1399 pozwany został przez Szymona syna Piotrka, prawdopodobnie Borowskiego, w sprawie o młyn Dokowski stojący koło "Dokowa Suchego" (obecnie to Dakowy Suche). W latach 1398-1406 wspomniany został Piotrek z Piotrkowic w sprawach z Żydami Markelem i Abrahamem o długi. W 1406 Paszka z Baworowa (obecnie Baborowo), żona Lorka, oddaliła pretensje Żyda Markela o długi Przybigniewa z Borowa. W 1408 sąd orzekł, że Kerstan Żyd z Kalisza nie może dochodzić należnych mu sum od Przybigniewa w Borowie, ponieważ ten nic już nie ma po zastawieniu wszystkiego, co posiadał. Odpowiadać miał za niego jego rękojemca Jan Łódzki z Łodzi koło Stęszewa.
W latach 1396-1423 odnotowany został Maciej Borowski z Borowa. W 1396 oskarżony został przez Piotra Bodzewskiego o zajęcie gwałtem jego dziedziny. W 1398 toczył spór sądowy ze Świętomirem Karneszem z Zakrzewa o sumy 7,5 oraz 8 grzywien. W 1399 był w sporze sądowym ze Święchną z Krzywinia o rękojemstwo. W 1400 pozwany został przez Piotra Górzyńskiego (z Górzna koło Osieczny) o niewykupienie się z rękojmi.
W 1398 Piotrek z Piotrkowic koło Czempinia pozwał Mikołaja z Baranowa koło Mosiny o część Borowa trzymaną w zastawie od braci Wilka, Floriana, Jana i Grzymka z Dokowa Suchego. Wspomniany Wilk przedstawił dokumenty, że posiada dziedzinę Borowo od 21 lat. Pani Halszka z Borowa w sporze z Andrzejem i Mikołajem z Ptaszkowa o 1/6 części 100 kóp zboża. W 1399 Grzymek Borowski z Dokowa Suchego toczył spór sądowy z Pietraszem Wierzbińskim z Wierzbna oraz z Pietraszem Jeżewskim z Jeżewa koło Borku o rękojemstwo.
W 1406 Dobrogost z Szamotuł był w sporze z Filipem Cieleckim z Cielczy koło Jarocina z wyroku sądu otrzymał 1/9 część Piechinina Małego (obecnie Piechanin) oraz 1/9 części Borowa. W 1408 Dobrogost toczył spór z Mikołajem Zwanowskim z Zwanowa w powiecie gnieźnieńskim, obecnie Dzwonowo koło Skoków o Piechinin, Borowo, Gołaszyn i Sobolewo. Po 1419 Dobrogost Szamotulski wraz z bratem Wincentym zakupili połowę Borowa i Tarnowo obecnie Stare Tarnowo koło Czempinia.
W latach 1408-1420 odnotowany został, syn Piotrka, Paszek lub Paweł Borowski z Borowa oraz jego żona Chwałka. W 1412 toczył on spór sądowy z Przybysławem Gryżyńskim z Brenna o dwa ślady w Borowie. W 1418 żona Paszka Chwałka z Borowa oraz Włodak z Dąbrowy koło Poznania pozwana została przez żony Bryla Halszkę i Dobiesławę Grzymkę z Gorzycka w sprawie prawa bliższości w Osowie koło Szamotuł (obecnie Stare Osowo). W 1420 Chwałka żona Pawła Borowskiego wraz ze stryjem swym Włodakiem z Dąbrowy był w sporze z Włodzimierzem ze Sławna koło Czarnkowa o sołectwo oraz o 40 grzywien.
W 1510 w Borowie wsi starosty generalnego Wielkopolski Łukasza Górki, było 17,5 łana osiadłego, dwa łany były opuszczone. We wsi był także folwark oraz dwie karczmy. W 1530 miał miejsce pobór z 11 łanów. W 1563 pobrano podatki z 24 łanów, dwóch karczm, od trzech komorników, jednego rzemieślnika oraz jednego przekupnia. W 1580 miał miejsce pobór z 20 łanów, połowy karczmy, a także od 5 zagrodników i 4 komorników.

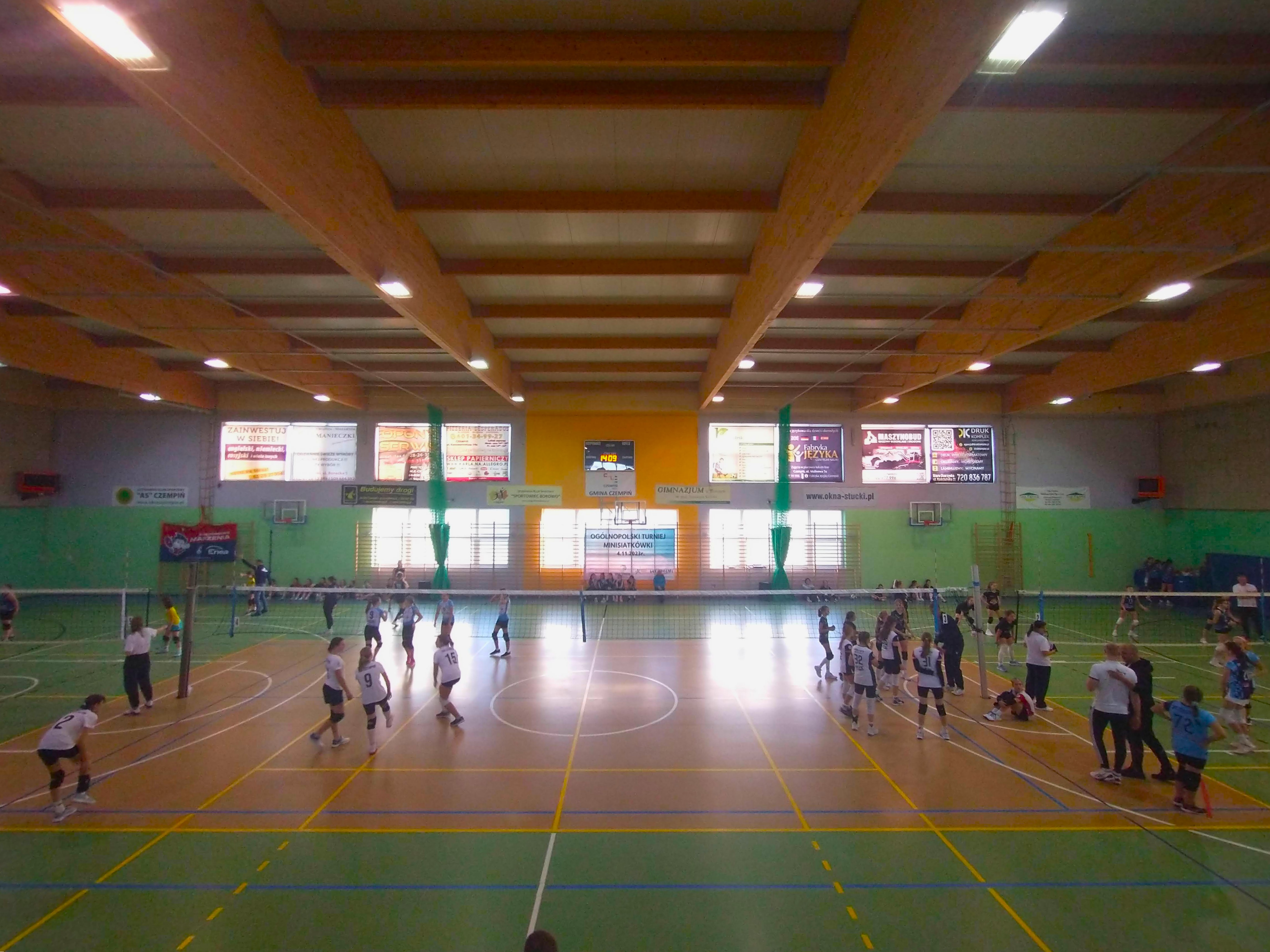
Hala sportowa "Herkules"

Wieś szlachecka położona była w 1580 roku w powiecie kościańskim województwa poznańskiego w Rzeczypospolitej Obojga Narodów. Wskutek II rozbioru Polski w 1793, miejscowość przeszła pod władanie Prus i jak cała Wielkopolska znalazła się w zaborze pruskim.
W okresie Wielkiego Księstwa Poznańskiego (1815–1848) miejscowość wzmiankowana jako Borowo należała do wsi większych w ówczesnym pruskim powiecie Kosten rejencji poznańskiej. Borowo należało do okręgu czempińskiego tego powiatu i stanowiło – wraz z folwarkiem Helenopol – odrębny majątek, którego właścicielem był wówczas Nieczkowski. Według spisu urzędowego z 1837 roku Borowo liczyło 382 mieszkańców, którzy zamieszkiwali 9 dymów (domostw).
Podczas niemieckiej okupacji Polski (II wojna światowa) dyrektor miejscowej szkoły powszechnej Józef Wojciechowski został rozstrzelany w publicznej egzekucji przeprowadzonej na rynku w Kościanie 23 października 1939 r. przez Einsatzgruppe VI podczas Operacji Tannenberg w ramach Intelligenzaktion. Wraz z nim zamordowanych zostało 18 osób. 
Kilku mieszkańców Borowa znalazło się wśród ofiar masakry 45 Polaków dokonanej przez Niemców 7 listopada 1939 r. w kościańskim parku miejskim, a także kolejnej przeprowadzonej dwa dni później w lesie w okolicach Kórzej Góry w której życie straciło 21 osób.
W latach 1975–1998 miejscowość należała administracyjnie do województwa poznańskiego.

## Zabytki
- Park z XIX wieku